# Gia Điền
Gia Điền là một xã thuộc huyện Hạ Hòa, tỉnh Phú Thọ, Việt Nam.
Xã Gia Điền có diện tích 13,15 km², dân số năm 1999 là 3389 người, mật độ dân số đạt 258 người/km².